# Amtliche Nachrichten der Bundesagentur für Arbeit
Amtliche Nachrichten der Bundesagentur für Arbeit (ANBA) (früher: Amtliche Nachrichten der Bundesanstalt für Arbeit) ist eine monatlich von der Bundesagentur für Arbeit (BA) herausgegebene Publikation.
In der ANBA werden Beschlüsse und Anordnungen der BA sowie wichtige Weisungen und Presseinformationen, aber auch Bekanntmachungen und Stellenausschreibungen veröffentlicht. Die Publikation enthält außerdem einen ausführlichen Bericht über die Entwicklung auf dem Arbeitsmarkt mit einer statistischen Übersicht und die Abrechnungsergebnisse der Bundesagentur. Zu bestimmten Themen werden Sondernummern und Sonderhefte herausgegeben, die Beilagen der Monatshefte sind und über bestimmte Teilbereiche des Arbeitsmarktes berichten.